# Liste europäischer Metalbands
Die Liste europäischer Metalbands zählt namhafte europäische Musikgruppen aus dem Genre Metal auf. Hard-Rock-Bands werden nur in die Liste aufgenommen, insofern sie auch Metal spielen. Zur Aufnahme in die Liste muss Wikipediarelevanz vorhanden sein.

## Albanien
| Name       | Gründung | Auflösung | Herkunft | Genre(s)                  | Anmerkungen |
| ---------- | -------- | --------- | -------- | ------------------------- | ----------- |
| Crossbones | 1996     |           | Tirana   | Heavy Metal, Thrash Metal |             |

## Andorra
| Name      | Gründung | Auflösung | Herkunft | Genre(s)                               | Anmerkungen |
| --------- | -------- | --------- | -------- | -------------------------------------- | ----------- |
| Persefone | 2001     |           |          | Progressive Metal, Melodic Death Metal |             |

## Belarus
| Name                        | Gründung | Auflösung | Herkunft   | Genre(s)                                                         | Anmerkungen |
| --------------------------- | -------- | --------- | ---------- | ---------------------------------------------------------------- | ----------- |
| Dead Silence Hides My Cries | 2009     |           | Minsk      | Metalcore, Post-Hardcore, Deathcore, Symphonic Metal             |             |
| Longa Morte                 | 2011     |           | Bjarosauka | Funeral Doom                                                     |             |
| Pogost                      | 2005     |           | Minsk      | Funeral Doom                                                     |             |
| Reido                       | 2002     |           | Minsk      | Funeral Doom, Post-Metal                                         |             |
| Serdce                      | 1997     |           | Minsk      | Progressiv Death Metal                                           |             |
| TT-34                       | 1996     |           | Gomel      | Metal, Hard Rock, Metalcore                                      |             |
| Woe Unto Me                 | 2008     |           | Grodno     | Funeral Doom, Melodic Death Doom, Gothic Metal, Atmospheric Doom |             |

## Belgien
siehe Hauptartikel: Liste belgischer Metalbands

## Bosnien und Herzegowina
| Name             | Gründung         | Auflösung  | Herkunft | Genre(s)                                | Anmerkungen |
| ---------------- | ---------------- | ---------- | -------- | --------------------------------------- | ----------- |
| After Oblivion   | 2007             |            | Tuzla    | Thrash Metal, Technical Death Metal     |             |
| Divlje Jagode    | 1977             |            |          | Hard Rock, Heavy Metal                  |             |
| Nervozni poštar  | 1985             |            | Sarajevo | Folk-Rock, Folk, Rock, Heavy Metal      |             |
| Vatreni Poljubac | 1977, 1998, 2010 | 1986, 2001 | Sarajevo | Rock, Hard Rock, Heavy Metal, Folk-Rock |             |

## Bulgarien
| Name   | Gründung | Auflösung | Herkunft | Genre(s) | Anmerkungen |
| ------ | -------- | --------- | -------- | -------- | ----------- |
| Epizod | 1983     |           | Sofia    | Metal    |             |

## Dänemark
siehe Hauptartikel: Liste dänischer Metalbands

## Deutschland
siehe Hauptartikel: Liste deutscher Metalbands

## Estland
| Name              | Gründung | Auflösung | Herkunft | Genre(s)                             | Anmerkungen                                                |
| ----------------- | -------- | --------- | -------- | ------------------------------------ | ---------------------------------------------------------- |
| Defrage           | 2007     | 2014      | Pärnu    | Alternative Metal, Grunge, Hard Rock |                                                            |
| Forgotten Sunrise | 1992     |           | Reval    | Death Doom, Darkwave                 | inzwischen Dark-Wave-Gruppe                                |
| Goresoerd         | 2004     |           | Reval    | Deathgrind                           |                                                            |
| Metsatöll         | 1998     |           | Reval    | Folk Metal                           |                                                            |
| Nekropol          | 1989     | 1998      |          | Death Doom                           | nur eine einzige Demo-Veröffentlichung 1993 veröffentlicht |

## Finnland
siehe Hauptartikel: Liste finnischer Metalbands

## Frankreich
siehe Hauptartikel: Liste französischer Metalbands

## Griechenland
siehe Hauptartikel: Liste griechischer Metalbands

## Irland
siehe Hauptartikel: Liste irischer Metalbands

## Island
siehe Hauptartikel: Liste skandinavischer Metalbands#Island

## Italien
siehe Hauptartikel: Liste italienischer Metalbands

## Kosovo
| Name  | Gründung | Auflösung | Herkunft | Genre(s)    | Anmerkungen |
| ----- | -------- | --------- | -------- | ----------- | ----------- |
| Troja | 1990     |           | Priština | Heavy Metal |             |

## Kroatien
| Name               | Gründung | Auflösung | Herkunft | Genre(s)                                                        | Anmerkungen                                      |
| ------------------ | -------- | --------- | -------- | --------------------------------------------------------------- | ------------------------------------------------ |
| Ashes You Leave    | 1995     |           | Rijeka   | Death Doom, Gothic Metal                                        |                                                  |
| Ceremonic Buryment | 2022     |           |          | Funeral Doom                                                    | US-amerikanisch-kroatisches Gemeinschaftsprojekt |
| Infernal Tenebra   | 1999     |           | Pula     | Black Metal, Melodic Death Metal                                |                                                  |
| Manntra            | 2011     |           | Umag     | Rock, Alternative Rock, Folk Metal, Folk-Rock, Industrial Metal |                                                  |
| Omega Lithium      | 2007     | 2011      | Umag     | Alternative Metal, Dark Rock                                    |                                                  |

## Lettland
| Name             | Gründung   | Auflösung | Herkunft | Genre(s)                                 | Anmerkungen           |
| ---------------- | ---------- | --------- | -------- | ---------------------------------------- | --------------------- |
| Neglected Fields | 1994       |           | Riga     | Technical Death Metal, Progressive Metal | als Carrion gegründet |
| Skyforger        | 1995       |           |          | Pagan Metal                              |                       |
| Yomi             | 2013, 2014 | 2013      | Riga     | Folk Metal                               |                       |

## Liechtenstein
| Name                | Gründung | Auflösung | Herkunft | Genre(s)                            | Anmerkungen                        |
| ------------------- | -------- | --------- | -------- | ----------------------------------- | ---------------------------------- |
| Black Sonic         | 2003     | 2012      | Triesen  | Alternative Rock, Alternative Metal | als Black Sonic Prophets gegründet |
| Elis                | 2002     | 2012      |          | Symphonic Metal                     |                                    |
| Erben der Schöpfung | 1998/99  |           |          | Symphonic Metal                     |                                    |
| Taped               | 2009     |           |          | Metalcore, Post-Hardcore            |                                    |

## Litauen
| Name     | Gründung | Auflösung | Herkunft | Genre(s)              | Anmerkungen |
| -------- | -------- | --------- | -------- | --------------------- | ----------- |
| Erdve    | 2016     |           | Wilna    | Post-Metal            |             |
| Ghostorm | 1992     | ca. 1997  | Wilna    | Technical Death Metal |             |
| Obtest   | 1992     |           | Wilna    | Pagan Metal           |             |

## Luxemburg
| Name    | Gründung | Auflösung | Herkunft         | Genre(s)                  | Anmerkungen |
| ------- | -------- | --------- | ---------------- | ------------------------- | ----------- |
| Scarred | 2003     |           | Esch-sur-Alzette | Death Metal, Thrash Metal |             |

## Malta
| Name                | Gründung | Auflösung | Herkunft | Genre(s)                               | Anmerkungen                    |
| ------------------- | -------- | --------- | -------- | -------------------------------------- | ------------------------------ |
| Beheaded            | 1991     |           | Fgura    | Death Metal, Brutal Death Metal        |                                |
| Draugûl             | 2009     | 2021      |          | Viking Metal                           | später nach Schweden umgezogen |
| Forsaken (Band)     | 1990     |           |          | Epic Doom                              | als Blind Alley gegründet      |
| Victims of Creation | 1992     |           |          | Gothic Metal, Funeral Doom, Death Doom |                                |

## Moldau
| Name          | Gründung | Auflösung | Herkunft | Genre(s)                                                    | Anmerkungen |
| ------------- | -------- | --------- | -------- | ----------------------------------------------------------- | ----------- |
| Infected Rain | 2008     |           | Chișinău | Nu Metal, Metalcore, Alternative Metal, Melodic Death Metal |             |

## Niederlande
siehe Hauptartikel: Liste niederländischer Metalbands

## Norwegen
siehe Hauptartikel: Liste norwegischer Metalbands

## Österreich
siehe Hauptartikel: Liste österreichischer Metalbands

## Polen
siehe Hauptartikel: Liste polnischer Metalbands

## Portugal
siehe Hauptartikel: Liste portugiesischer Metalbands

## Rumänien
| Name                 | Gründung | Auflösung | Herkunft    | Genre(s)                                     | Anmerkungen               |
| -------------------- | -------- | --------- | ----------- | -------------------------------------------- | ------------------------- |
| Aabsynthum           | 2006     |           | Bârlad      | Funeral Doom                                 |                           |
| Descend into Despair | 2010     |           | Cluj-Napoca | Death Doom, Funeral Doom                     |                           |
| Exit Oz              |          |           | Temeswar    | Dark Jazz                                    |                           |
| Goodbye to Gravity   | 2011     | 2015      | Bukarest    | Metalcore                                    |                           |
| Katharos XIII        | 2007     |           | Temeswar    | Depressive Black Metal, Datk Jazz            |                           |
| Magica               | 2002     |           |             | Power Metal                                  |                           |
| Negură Bunget        | 1994     | 2017      | Temeswar    | Extreme Metal, Folk Metal, Progressive Metal | gegründet als Wiccan Rede |
| Scarlet Aura         | 2014     |           | Bukarest    | Heavy Metal, Power Metal                     | bis 2015 AURA             |
| The Thirteenth Sun   | 2011     |           | Brașov      | Progressive Metal, Progressive Rock          |                           |

## Russland
siehe Hauptartikel: Liste russischer Metalbands

## Schweden
siehe Hauptartikel: Liste schwedischer Metalbands

## Schweiz
siehe Hauptartikel: Liste schweizerischer Metalbands

## Serbien
| Name        | Gründung   | Auflösung | Herkunft | Genre(s)                                  | Anmerkungen |
| ----------- | ---------- | --------- | -------- | ----------------------------------------- | ----------- |
| Daggerspawn | 2005       |           | Belgrad  | Brutal Death Metal, Technical Death Metal |             |
| Heller      | 1986, 2013 | 1993      | Belgrad  | Thrash Metal                              |             |
| Kerber      | 1981       | 1983      | Niš      | Rock, Heavy Metal                         |             |
| Space Eater | 2004       |           | Belgrad  | Thrash Metal                              |             |

## Slowakei
| Name                 | Gründung | Auflösung | Herkunft  | Genre(s)                               | Anmerkungen |
| -------------------- | -------- | --------- | --------- | -------------------------------------- | ----------- |
| Ethereal Pandemonium | 1996     | 2008      | Pressburg | Pagan Metal                            |             |
| Gladiator            | 1989     |           | Alekšince | Thrash Metal, Death Metal, Grunge      |             |
| Majster Kat          | 2001     |           | Pressburg | Thrash Metal                           |             |
| Samsara              | 2009     |           | Topoľčany | Death Doom, Funeral Doom, Gothic Metal |             |
| Wayd                 | 1994     |           |           | Death Metal, Technical Death Metal     |             |

## Slowenien
| Name               | Gründung   | Auflösung | Herkunft    | Genre(s)                                                                    | Anmerkungen                |
| ------------------ | ---------- | --------- | ----------- | --------------------------------------------------------------------------- | -------------------------- |
| Beneath the Storm  | 2012       |           |             | Drone Doom, Funeral Doom, Sludge                                            |                            |
| Elvis Jackson      | 1997       |           |             | Ska-Punk                                                                    | vorhandene Metal-Einflüsse |
| Panikk             | 2008       |           | Laibach     | Thrash Metal                                                                |                            |
| Prospect           | 1999       |           | Laibach     | Progressive Metal                                                           |                            |
| Sarcasm            | 1987, 1998 | 1994      | Škofja Loka | Thrash Metal                                                                |                            |
| Siddharta          | 1995       |           |             | Alternative Rock, Progressive Rock, Alternative Metal, Nu Metal, Folk Metal |                            |
| Within Destruction | 2010       |           | Jesenice    | Deathcore, Slam Death Metal                                                 |                            |

## Spanien
siehe Hauptartikel: Liste spanischer Metalbands

## Tschechien
siehe Hauptartikel: Liste tschechischer Metalbands

## Ukraine
siehe Hauptartikel: Liste ukrainischer Metalbands

## Ungarn
siehe Hauptartikel: Liste ungarischer Metalbands

## Vereinigtes Königreich
siehe Hauptartikel: Liste britischer Metalbands

## Zypern
| Name     | Gründung | Auflösung | Herkunft | Genre(s)                             | Anmerkungen |
| -------- | -------- | --------- | -------- | ------------------------------------ | ----------- |
| Dictator | 2005     |           |          | Depressive Black Metal, Funeral Doom |             |